# Flint Bulldogs
Die Flint Bulldogs waren eine US-amerikanische Eishockeymannschaft aus Flint, Michigan. Das Team spielte von 1991 bis 1993 in der Colonial Hockey League.

## Geschichte
Das Franchise der Flint Bulldogs aus der Colonial Hockey League wurde 1991 gegründet. Dort war es eines von fünf Gründungsmitgliedern der Liga. Nachdem sie als Fünfter in ihrer Premierenspielzeit noch die Playoffs verpasst hatten, schieden sie in der Saison 1992/93 in der ersten Playoff-Runde gegen den späteren Meister Brantford Smoke aus. Im Anschluss an diese Spielzeit wurde das Franchise nach Utica, New York, umgesiedelt, wo es anschließend unter dem Namen Utica Bulldogs am Spielbetrieb der Colonial Hockey League teilnahm.

## Saisonstatistik
Abkürzungen: GP = Spiele, W = Siege, L = Niederlagen, T = Unentschieden, OTL = Niederlagen nach Overtime SOL = Niederlagen nach Shootout, Pts = Punkte, GF = Erzielte Tore, GA = Gegentore, PIM = Strafminuten
| Saison  | GP | W  | L  | T | OTL | SOL | Pts | GF  | GA  | Platz    | Playoffs                       |
| 1991/92 | 60 | 20 | 37 | 3 | —   | —   | 45  | 272 | 368 | 5., CoHL | nicht qualifiziert             |
| 1992/93 | 60 | 27 | 29 | 4 | —   | —   | 58  | 256 | 296 | 6., CoHL | Niederlage in der ersten Runde |

## Team-Rekorde

### Karriererekorde
Spiele: 106  Brett MacDonald
Tore: 53  Tom Sasso
Assists: 76  Tom Sasso
Punkte: 129  Tom Sasso
Strafminuten: 589  Darren Miciak

## Bekannte Spieler
- Marty Howe